# Birthe Kristiansen
Birthe Kristiansen er en tidligere dansk atlet. Hun var medlem af Frederiksberg IF.

## Danske mesterskaber
- Sølv 1958 80 meter hæk 12,6